# Suối nước khoáng Bang
Suối nước khoáng Bang là một khu suối khoáng nóng ở xã Ngân Thủy, huyện Lệ Thủy, tỉnh Quảng Bình. Nước khoáng ở đây có nhiệt độ cao đủ nóng để luộc chín trứng. Hiện nay Công ty nước khoáng Bang đang khai thác nước khoáng ở đây đóng chai giải khát và cũng xây dựng một khu nghỉ dưỡng ở đây cho những du khách tắm nước khoáng chữa một số bệnh ngoài da, thần kinh cũng như thấp khớp. Cùng với các địa điểm du lịch khác như Vườn quốc gia Phong Nha-Kẻ Bàng, Bãi biển Đá Nhảy, Bãi biển Nhật Lệ, suối nước khoáng Bang là một tuyến điểm du lịch quan trọng của tỉnh Quảng Bình.

## Đặc điểm nước khoáng
Suối nước khoáng Bang có khoảng 200 lỗ phun lớn, nhỏ với tổng lưu lượng ổn định khoảng 15-19 lít/s.
Nhiệt độ của nước khoáng tại bể thu hồi là 99 độ C. nhiệt độ nước khoáng ở bề mặt bể gom đang sôi là 102độ C nhiệt độ nước khoáng ở độ sâu 5,0 m là 103 độ C. Tổng chất rắn hòa tan (TDS) trong nguồn nước khoáng Bang khoảng từ 550 – 570 mg/lít với pH của nước khoáng nguồn khoảng từ 8,5 - 8,7. Nước khoáng Bang thuộc loại nước khoáng Natri bicacbonat.

## Thư viện ảnh

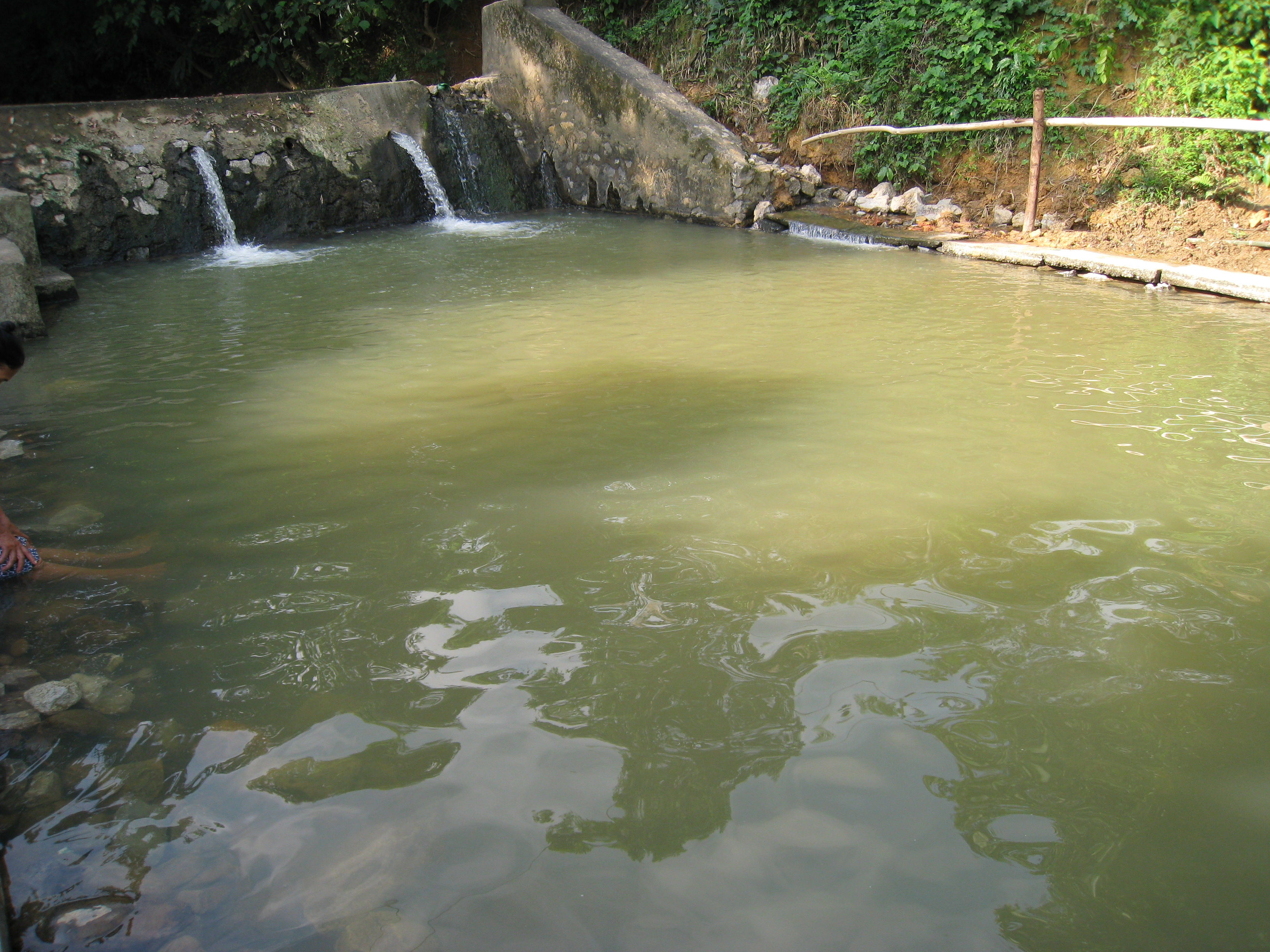
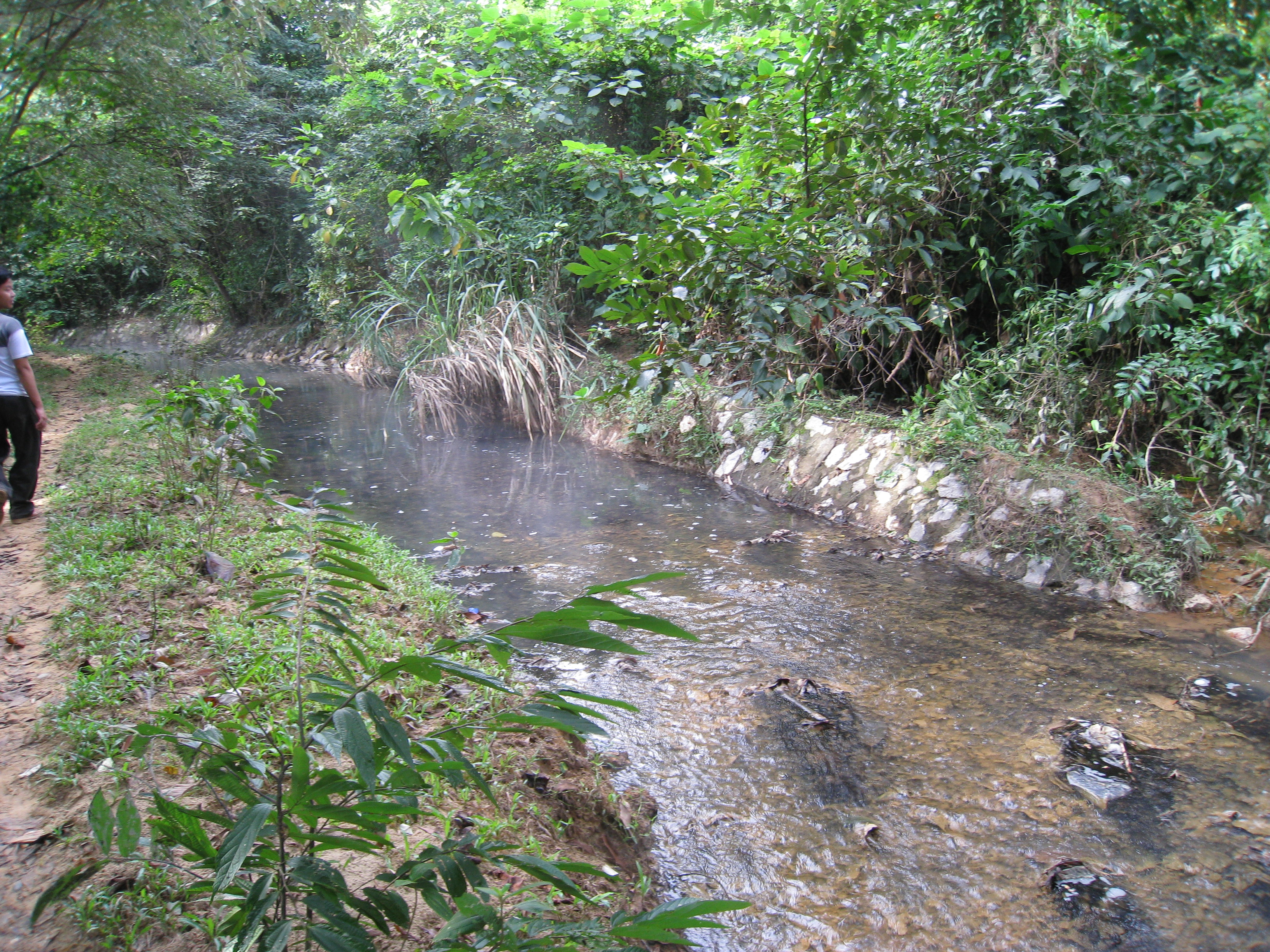
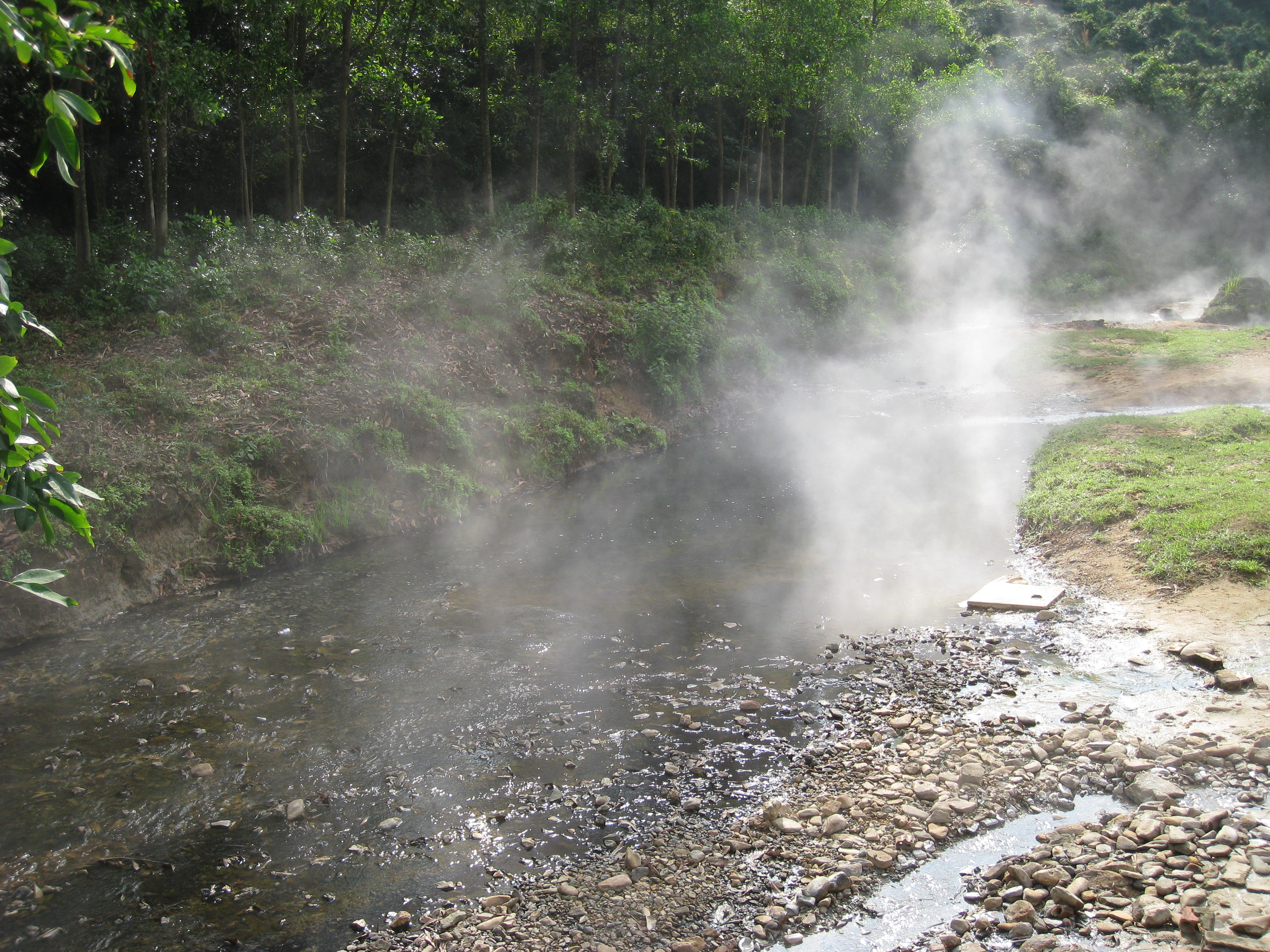
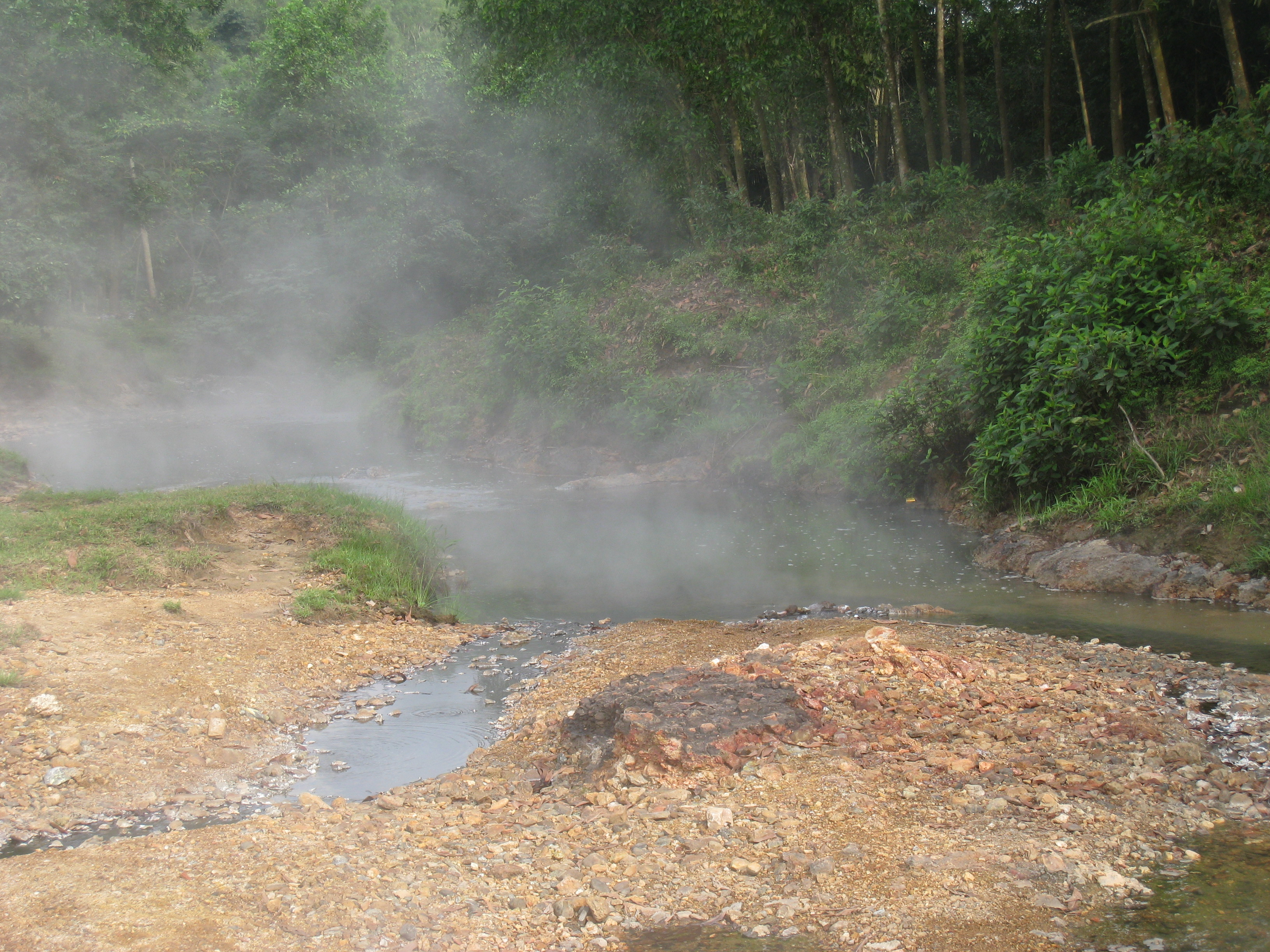
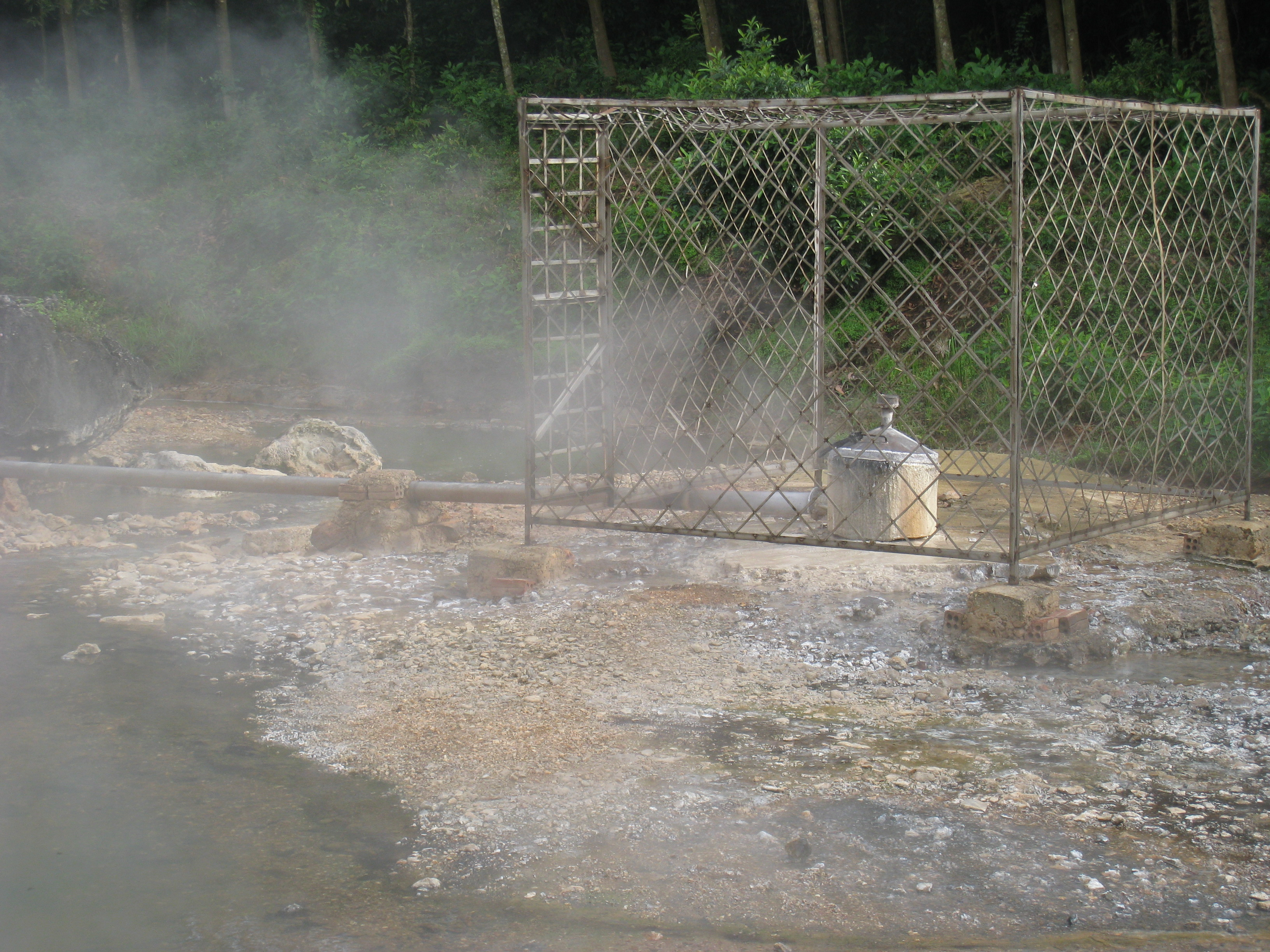
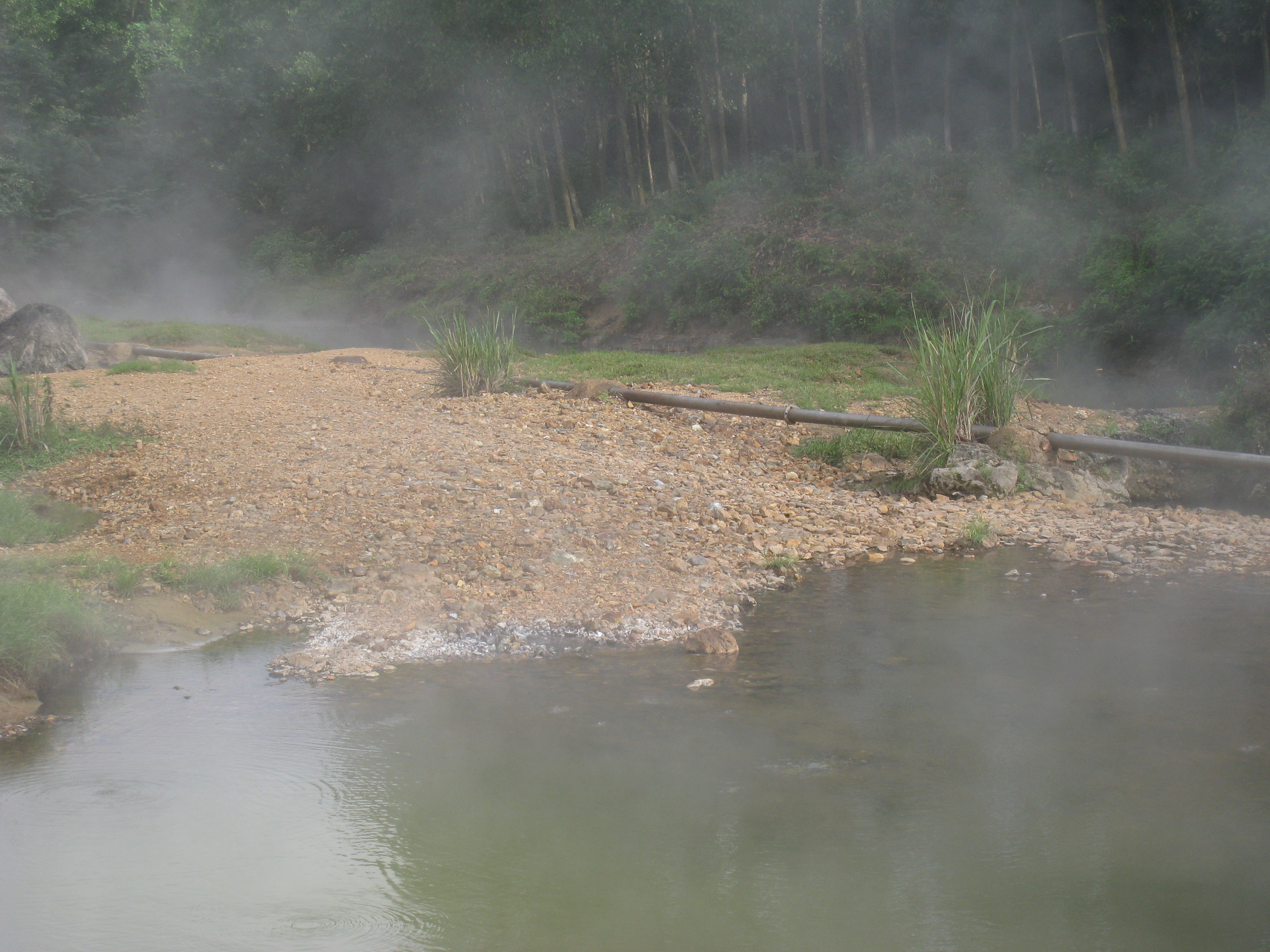
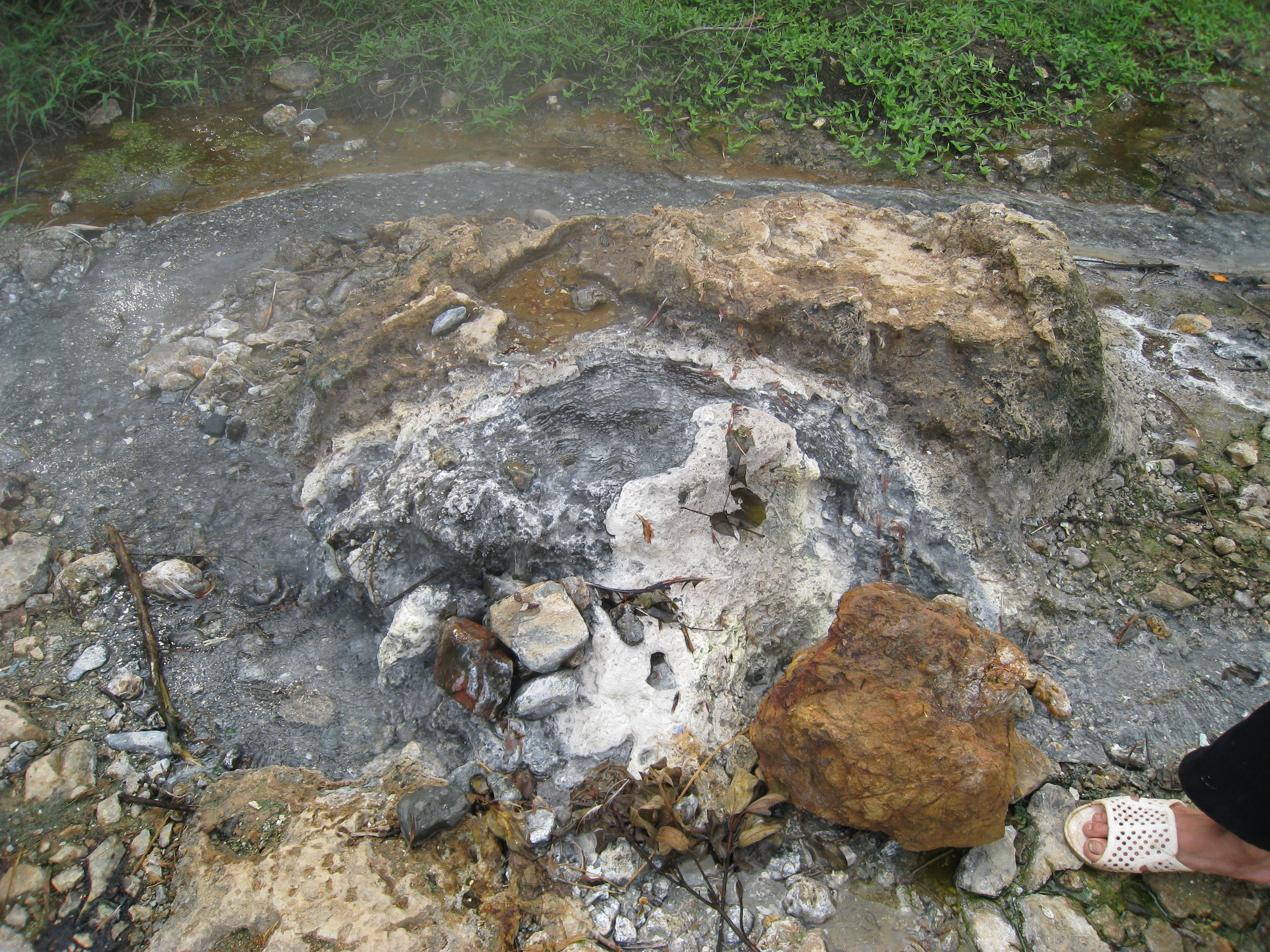
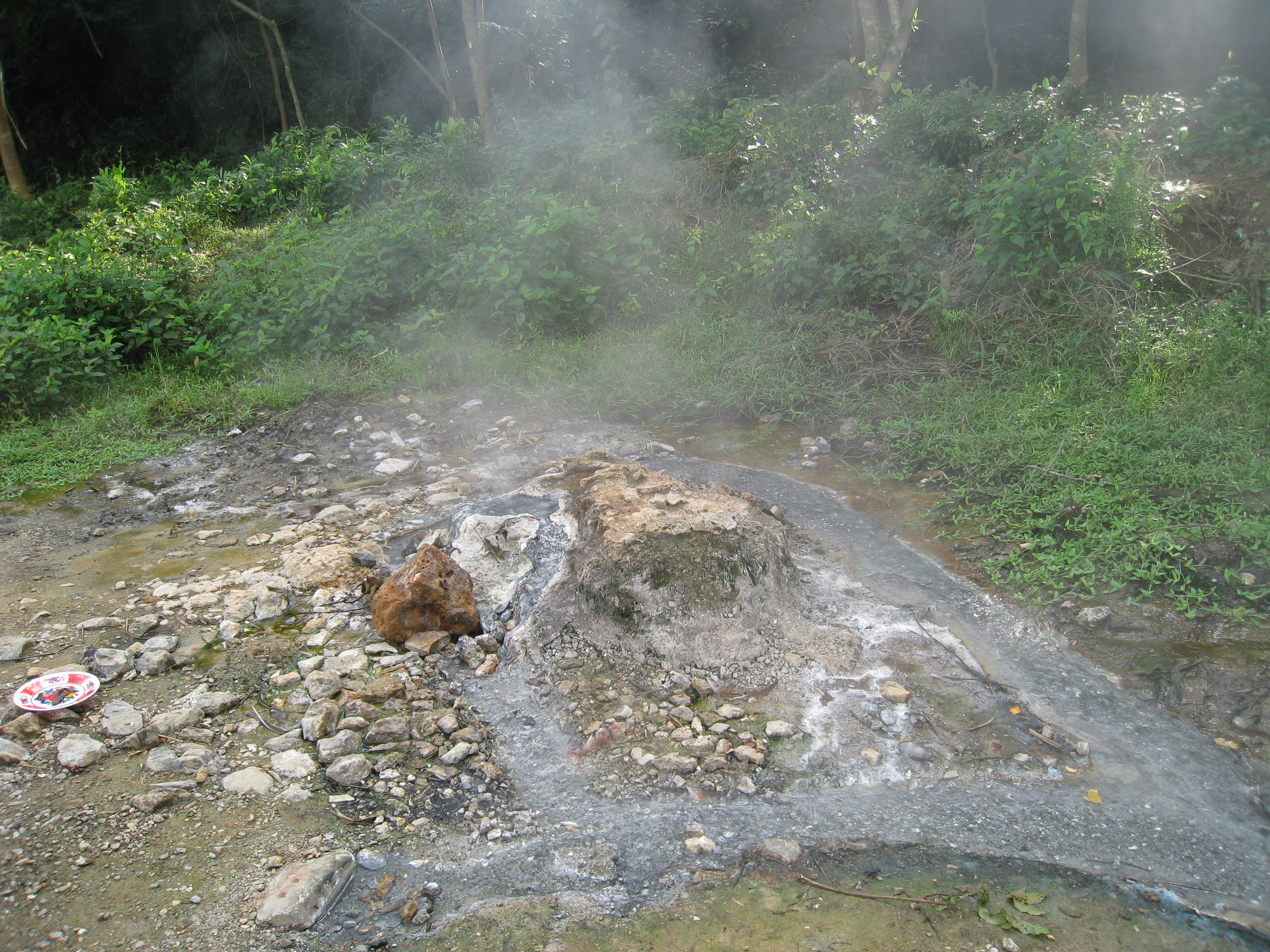
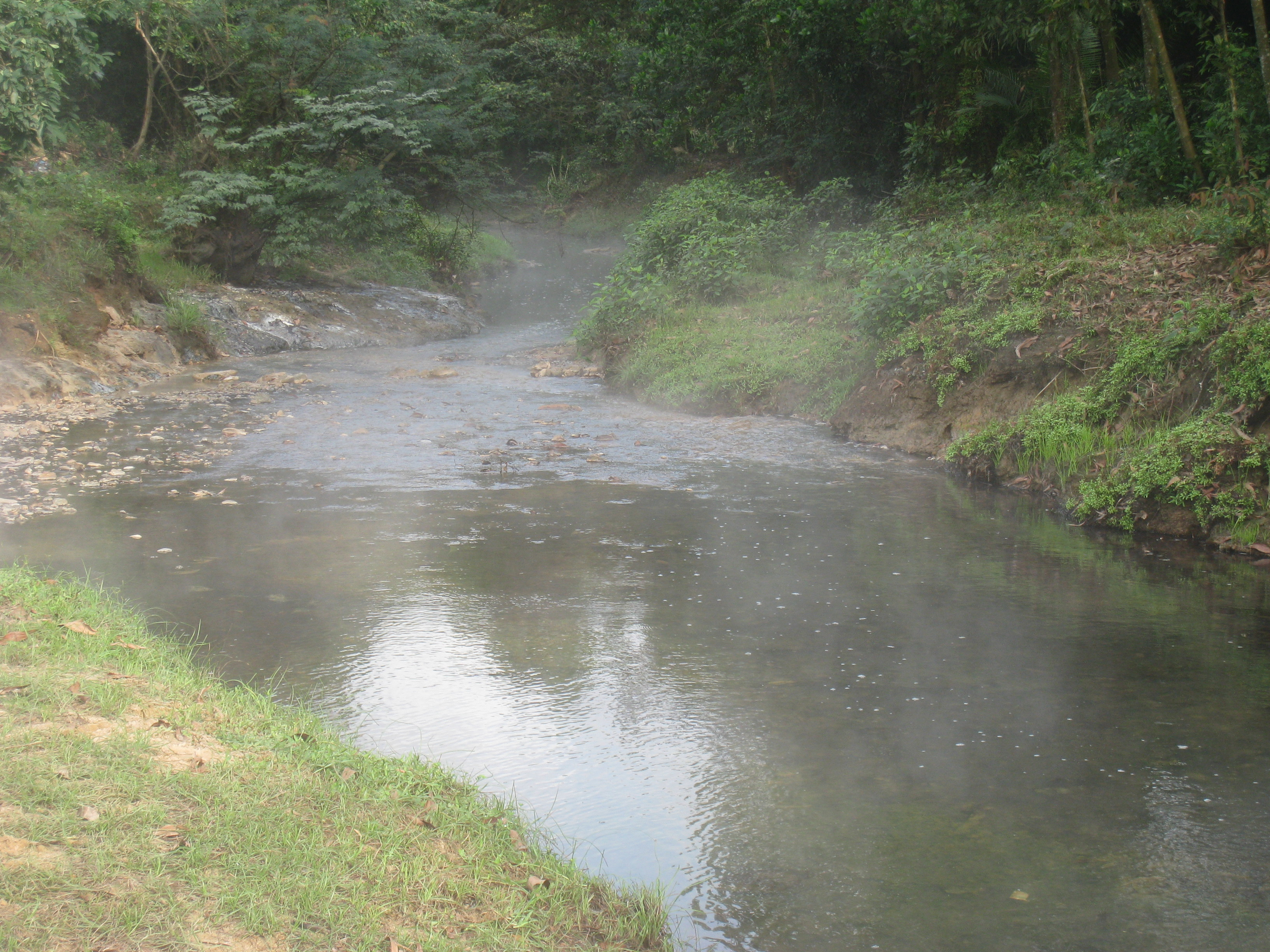